# Габер, Матей
Матей Габер (словен. Matej Gaber; род. 22 июля 1991, Крань) — словенский гандболист, линейный французского клуба «Нант» и сборной Словении.

## Карьера
Матей Габер начинал свою профессиональную карьеру в словенских клубах «Меркур» и «Горенье». В составе команды из Веленье дважды становился чемпионом страны. В 2013 году вместе с одноклубником Доленецом перешёл во французский «Монпелье», с которым дважды выиграл Кубок французской лиги и стал обладателем Кубка Франции в сезоне-2015/16. С лета 2016 года выступает за венгерский клуб «Пик» из Сегеда.
Матей Габер провёл за сборную Словении 109 матчей и забил 138 голов. Участник Олимпийских игр 2016 года в Рио-де-Жанейро, бронзовый призёр чемпионата мира 2017 года.

## Награды
- Чемпион Словении (2): 2012, 2013
- Обладатель Кубка французской лиги (2): 2014, 2016
- Обладатель Кубка Франции: 2016
- Бронзовый призёр чемпионата мира: 2017

## Статистика
| Сезон     | Клуб     | Лига           | Матчи | Голы | 7-метр | Голы |
| --------- | -------- | -------------- | ----- | ---- | ------ | ---- |
| 2013/14   | Монпелье | LNH Division 1 | 26    | 43   | 0      | 43   |
| 2014/15   | Монпелье | LNH Division 1 | 23    | 39   | 0      | 39   |
| 2015/16   | Монпелье | LNH Division 1 | 24    | 40   | 0      | 40   |
| 2013—2016 | Итого    | LNH Division 1 | 73    | 122  | 0      | 122  |